# La casa elettrica
La casa elettrica (The Electric House) è un cortometraggio del 1922 diretto da Buster Keaton e Eddie Cline.
Keaton si ruppe una caviglia al secondo giorno di riprese, che vennero così interrotte: nel periodo di convalescenza girò uno dei suoi capolavori, Il teatro, e sposò Natalie Talmadge, da cui ebbe due figli.

## Trama
Alla consegna dei diplomi del college avviene un errato scambio di papiri: Buster si trova così ad "accettare" un lavoro da ingegnere, quando invece è un botanico. Un riccone lo ingaggia per trasformargli la casa in un moderno ambiente tecnologico, ricco di comfort, e parte per le vacanze con moglie e figlia. Buster si mette di buona lena: apprende da un libro i rudimenti di ingegneria e al ritorno della famiglia la casa si presenta super accessoriata: scale mobili, carrelli che trasportano vivande direttamente in tavola, elevatori, svuota-piscina e altre "modernità". La famiglia, nonostante piccoli incidenti, è contenta del lavoro.
Il giorno dopo invita amici e parenti a veder la casa, ma il vero ingegnere medita vendetta: s'intrufola nell'abitazione, mentre Buster sta per andarsene, e manomette la centralina dell'impianto elettrico. Buster non riesce a lasciar l'abitazione e gli oggetti cominciano a muoversi a caso provocando continui incidenti, mentre Buster crede che la casa sia infestata da fantasmi. Alla fine, finito in piscina, tenta di togliersi la vita ma finisce, come il vero ingegnere, nello scarico in riva al fiume.

## Critica
- (...) film diviso in due parti, ma la simmetria è perfetta, come in Una settimana: alla costruzione della prima si oppone la distruzione della seconda"[2]